# Fuscospora
Fuscospora, podrod  roda Nothofagus iz porodice Nothofagaceae. Kao rod je opisan 2013. i u njega je uključeno 6 vrsta drveća i grmova iz Australije (1 endem), Novog Zelanda (4 endema) i Čilea (1 endem). 

## Opis
Ove vrste narastu do 40 metara visine.

## Vrste
1. Fuscospora alessandri (Espinosa) Heenan & Smissen; Čile
2. Fuscospora cliffortioides (Hook.f.) Heenan; Novi zeland
3. Fuscospora fusca (Hook.f.) Heenan & Smissen; Novi zeland
4. Fuscospora gunnii (Hook.f.) Heenan & Smissen; Australija (Tasmanija)
5. Fuscospora solandri (Hook.f.) Heenan & Smissen; Novi zeland
6. Fuscospora truncata (Colenso) Heenan & Smissen; Novi zeland
7. Fuscospora ×apiculata (Colenso) Heenan & Smissen; Novi zeland
8. Fuscospora ×blairii (Kirk) Heenan & Smissen; Novi zeland
9. Fuscospora ×dubia (Kirk) Heenan & Smissen; Novi zeland

## Sinonimi
- Nothofagus subgen.Fuscospora R.S.Hill & J.Read
- Pleiosyngyne Baum.-Bod.; Syst. Fl. Neu-Caledonien 1: 86 (1992)